# 27958 Giussano
27958 Giussano este un asteroid din centura principală de asteroizi.

## Descriere
27958 Giussano este un asteroid din centura principală de asteroizi. A fost descoperit pe 9 septembrie 1997 la Sormano de Valter Giuliani. Asteroidul prezintă o orbită caracterizată de o semiaxă mare de 2,43 ua, o excentricitate de 0,21 și o înclinație de 2,6° în raport cu ecliptica.